# Robin Stjernberg
Robin Stjernberg (ur. 22 lutego 1991 w Hässleholmie) – szwedzki piosenkarz.
Reprezentant Szwecji w58. Konkursie Piosenki Eurowizji (2013).

## Kariera muzyczna
W 2007 roku zwyciężył w castingu do nowego powstającego boysbandu What's Up!, w którym współpracował m.in. z Erikiem Saade. Z boysbandem uczestniczył w promocji produkcji Disney Channel – Camp Rock w Szwecji. W 2011 zajął drugie miejsce w finale programu Idol. 2 grudnia 2011 wydał swój pierwszy solowy singiel „All This Way”. 4 stycznia 2012 pod wytwórnią Lionheart Music Group wydał album pt. My Versions zawierający jego wersje utworów, które wykonał w Idolu.
W marcu 2013 z utworem „You” zwyciężył w finale programu Melodifestivalen 2013, dzięki czemu został reprezentantem Szwecji, gospodarza 57. Konkursu Piosenki Eurowizji. W maju zajął 14. miejsce w finale konkursu organizowanego w Malmö. W czerwcu wydał album pt. Pieces. Współtworzył utwór „I Can’t Go On”, z którym Robin Bengtsson reprezentował Szwecji w finale 62. Konkursu Piosenki Eurowizji.

## Dyskografia
Albumy studyjne
| Rok  | Dane dot. albumu                                                                                        | Najwyższa pozycja na liście |
| Rok  | Dane dot. albumu                                                                                        | SWE                         |
| ---- | --- | --------------------------- |
| 2012 | My Versions - Wydany: 4 stycznia 2012 - Wytwórnia: Lionheart Music Group - Format: CD, digital download | 1                           |
| 2013 | Pieces - Wydany: 26 czerwca 2013 - Wytwórnia: Lionheart Music Group - Format: CD, digital download      | 2                           |

Single
| Rok                                                      | Tytuł           | Najwyższe pozycje na listach | Najwyższe pozycje na listach | Najwyższe pozycje na listach | Najwyższe pozycje na listach | Najwyższe pozycje na listach | Najwyższe pozycje na listach | Najwyższe pozycje na listach | Album       |
| Rok                                                      | Tytuł           | SWE                          | AUT                          | BEL                          | GER                          | IRE                          | NL                           | UK                           | Album       |
| -------------------------------------------------------- | --------------- | ---------------------------- | ---------------------------- | ---------------------------- | ---------------------------- | ---------------------------- | ---------------------------- | ---------------------------- | ----------- |
| 2011                                                     | „All This Way”  | –                            | –                            | –                            | –                            | –                            | –                            | –                            | My Versions |
| 2012                                                     | „Halo”          | –                            | –                            | –                            | –                            | –                            | –                            | –                            | My Versions |
| 2012                                                     | „On My Mind”    | –                            | –                            | –                            | –                            | –                            | –                            | –                            | Pieces      |
| 2012                                                     | „Scars”         | –                            | –                            | –                            | –                            | –                            | –                            | –                            | Pieces      |
| 2013                                                     | „You”           | 1                            | 61                           | 53                           | 58                           | 31                           | 42                           | 72                           | Pieces      |
| 2013                                                     | „Crime”         | –                            | –                            | –                            | –                            | –                            | –                            | –                            | Pieces      |
| 2014                                                     | „Body Language” | –                            | –                            | –                            | –                            | –                            | –                            | –                            | –           |
| „–” oznacza, że singel nie był notowany na danej liście. |                 |                              |                              |                              |                              |                              |                              |                              |             |